# プロブス

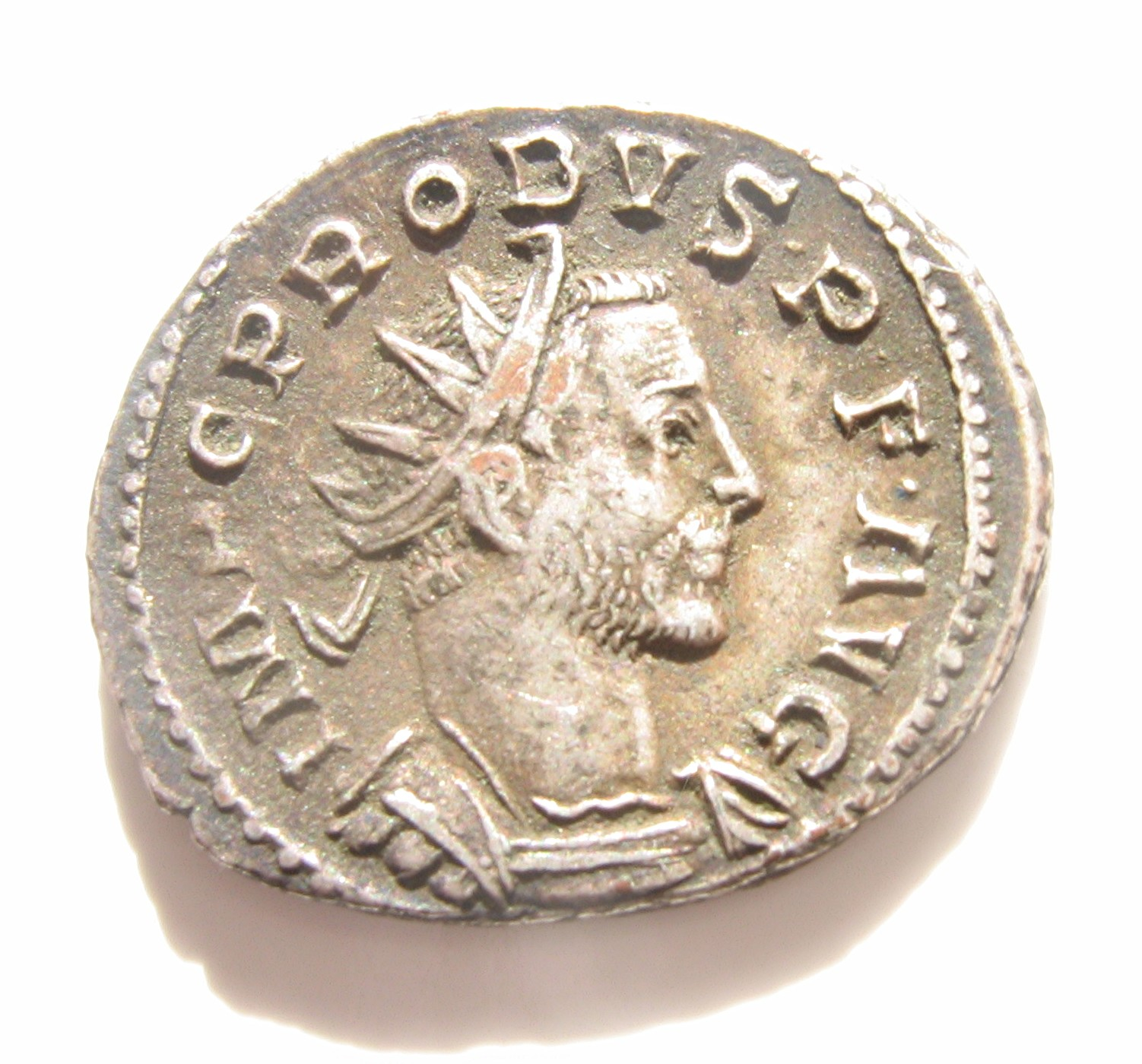
プロブスが印された硬貨

マルクス・アウレリウス・プロブス（Marcus Aurelius Probus, 232年 - 282年）は、軍人皇帝時代のローマ皇帝（在位：276年 - 282年）。

## 生涯
ローマ属州パンノニアの州都シルミウムの出身であり、若年時より軍隊に志願、ウァレリアヌス帝の治世下で出世を遂げ、軍団長に抜擢された。
272年、皇帝アウレリアヌスによるパルミラ帝国への征討戦に従事し、パルミラ支配下にあったアエギュプトゥス（エジプト）を占領して勝利に貢献した。また、アウレリアヌスがローマへの帰路につくに際しては、パルミラ王国が支配していた東方全域の防衛の任を受けた。
276年皇帝タキトゥスがシリアにて陣没した後、東方属州の軍の支持を受けて皇帝に名乗りを挙げ、西方属州及び元老院が支持したフロリアヌスと対峙したものの、フロリアヌスが暗殺されたことで解決をみた。
治世の大半をライン川・ドナウ川戦線での蛮族迎撃に従事。軍人としての能力は高くローマ帝国への蛮族の侵入はほとんど撃破し、逆に蛮族の地に攻め込み国境の安定を図ることもなしえた。一方でローマ帝国内での内乱が絶えず発生し、280年にはエジプトでサトゥルニヌスらの反乱を鎮圧した。また荒廃した農地を復興させるという重要事を手掛けるが、それを担当した軍内に反発が生まれ、282年、ペルシア戦役に向かう途中で兵士たちに暗殺された。

## 人柄
エウトロピウスは彼の人柄をこう記している。